# 마우그제도

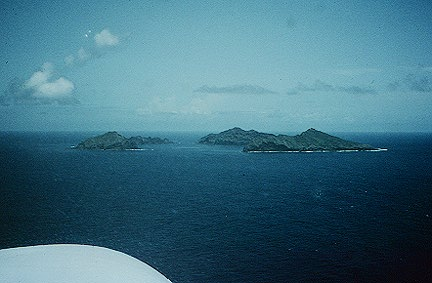

마우그제도(Maug Islands)는 3개의 작은 무인도로 구성되는 제도이다.

## 지리
파라롬 데 파자로스에서 남쪽으로 약 70킬로미터, 아순시온섬에서 북쪽으로 36킬로미터 지점에 위치해 있다. 이 군도는 3개의 섬으로 구성된다.
| Island             | 길이 (km) | 너비 (km) | 면적 (km2) | 높이 (m) |
| ------------------ | --------- | --------- | ---------- | -------- |
| 북섬(North Island) | 1.5       | 0.5       | 0.47       | 227      |
| 동섬(East Island)  | 2.25      | 0.5       | 0.95       | 215      |
| 서섬(West Island)  | 2.0       | 0.75      | 0.71       | 178      |
| 마우그제도         | 3.1       | 3.0       | 2.13       | 227      |

## 환경
이 제도는 대초원 풀로 상당히 뒤덮혀있다. 동섬의 과거 정착지 주변에 판다누스 나무와 코코야자가 있다.

## 중요조류지역
이 제도는 버드라이프 인터내셔널에 의해 중요조류지역(IBA)으로 지정되었다.